# John Celardo
John Celardo (Staten Island, 27 december 1918 – 6 januari 2012) was een Amerikaanse stripauteur die vooral bekend was als tekenaar van de Tarzan-comic.
Celardo volgde les aan de New York School of Industrial Arts. Hij debuteerde als striptekenaar bij Quality Comics en werkte daar onder het pseudoniem John C. Lardo onder andere aan de strips Dollman, Wonder Boy, Uncle Sam en Hercules. In 1940 begon hij te werken voor Fiction House en tekende strips als Red Comet, Hawk, Powerman en Kaanga. Na de oorlog tekende hij er Tiger Man en Suicide Smith. In 1953 nam hij het tekenwerk voor de krantenstrip Tarzan over en in 1954 ook de grotere, zondagse editie. Vanaf 1960 nam Celardo ook de scenario's van deze strip voor zijn rekening in plaats van Dick Van Buren. In 1967 verving hij Joe Kubert als tekenaar van Green Berets en tekende deze strip tot de stopzetting in 1969. Daarna tekende hij nog Davy Jones.
In 1973 werd Celardo benoemd tot redacteur bij King Features Syndicate, dat de rechten voor stripreeksen wereldwijd verdeelt.
- International Standard Name Identifier: 0000 0000 2953 7494
- Library of Congress Control Number: n90641170
- SNAC: w6t73wxp
- Virtual International Authority File: 63165745
- WorldCat: E39PBJxGXC33cP44tKrHxX4THC